# 強く儚い者たち
「強く儚い者たち」（つよくはかないものたち）は、1997年11月21日に発売された、Coccoのメジャー2枚目のシングル。

## 解説
CoccoのシングルCDの中では一番の売上である。
本楽曲のMV監督は竹内鉄郎が担当しており、1998年の『SPACE SHOWER Music Video Awards』でBEST FEMALE CLIPを受賞している。2022年2月23日にはデビュー25周年を記念して、ダンサーでコレオグラファーのMayu Omoshita（重下真由）を含む総勢30名のダンサーが参加した「Music Video 25th ANNIVERSARY ver.」のMVが、3月16日には「DANCE ver.」のMVがそれぞれ公開された。

## 収録曲
1. 強く儚い者たち（5:21）
  - 作詞：こっこ、作曲：柴草玲、編曲：根岸孝旨
  - 日本航空「JALハワイ・キャンペーン」CMソング[3]。
2. 晴れすぎた空（3:54）
  - 作詞：こっこ、作曲・編曲：成田忍

## 収録アルバム
強く儚い者たち
- オリジナルアルバム『クムイウタ』（1998年5月13日）[8]
- ベストアルバム『ベスト+裏ベスト+未発表曲集』（2001年9月5日）[9]
- オムニバス『802 HEAVY ROTATIONS J-HITS COMPLETE 96-99』（2004年12月8日）[10]
- オムニバス『ハンマーソングス〜SPEEDSTAR RECORDS 15th ANNIV.COMPILATION〜』（2007年11月8日）[11]
- オムニバス『Jazzy End』（2007年12月26日）[12]
- オムニバス『ビクター・レコーディングス(7) 1988-1997』（2008年9月24日）[13]
- ベストアルバム『ザ・ベスト盤』（2011年8月15日）[14]

晴れすぎた空
- ベストアルバム『ベスト+裏ベスト+未発表曲集』（2001年9月5日）[9]

## テレビ出演
強く儚い者たち
- 『僕らの音楽』（2007年7月27日、フジテレビ系）[15]
- 『ミュージックステーション』（2011年8月19日、テレビ朝日系）[16]
- 『SONGS』（2011年9月14日、NHK）[17]
- 『テレ東音楽祭2022春』（2022年2月23日、テレビ東京系）[7]

## カバー
- COVER LOVER PROJECT - アルバム『THE BEST OF BOSSA COVERS〜青春ロック2.0〜』収録（2007年7月14日）[18]
- D・H・Y（Dog's Holiday of Yawn） - アルバム『LOVERS』収録（2007年8月15日）[19]
- cutman-booche - アルバム『my way』収録（2009年6月17日）[20]
- ダウト - カバーミニアルバム『登竜門』収録（2009年7月22日）[21]
- ベントレー・ジョーンズ - アルバム『TRANS//LATION 〜J-POP DANCE COVER〜』収録（2009年3月25日）[22]
- DJ SASA - アルバム 『ISLAND SOULS REGGAE』収録（2009年4月8日）[23]
- Baby M - アルバム『Baby M』収録（2010年6月30日）[24]
- Aimer  - アルバム『Bitter & Sweet』収録（2012年12月12日）[25]
- 伶 - 配信シングル「強く儚い者たち」（2023年1月18日）[26]
- 冨岡愛 - 配信シングル「強く儚い者たち」（2025年3月19日）[27]